# Ruigpootbuizerd
De ruigpootbuizerd (Buteo lagopus) is een vogel uit de familie van Havikachtigen (Accipitridae).

## Kenmerken

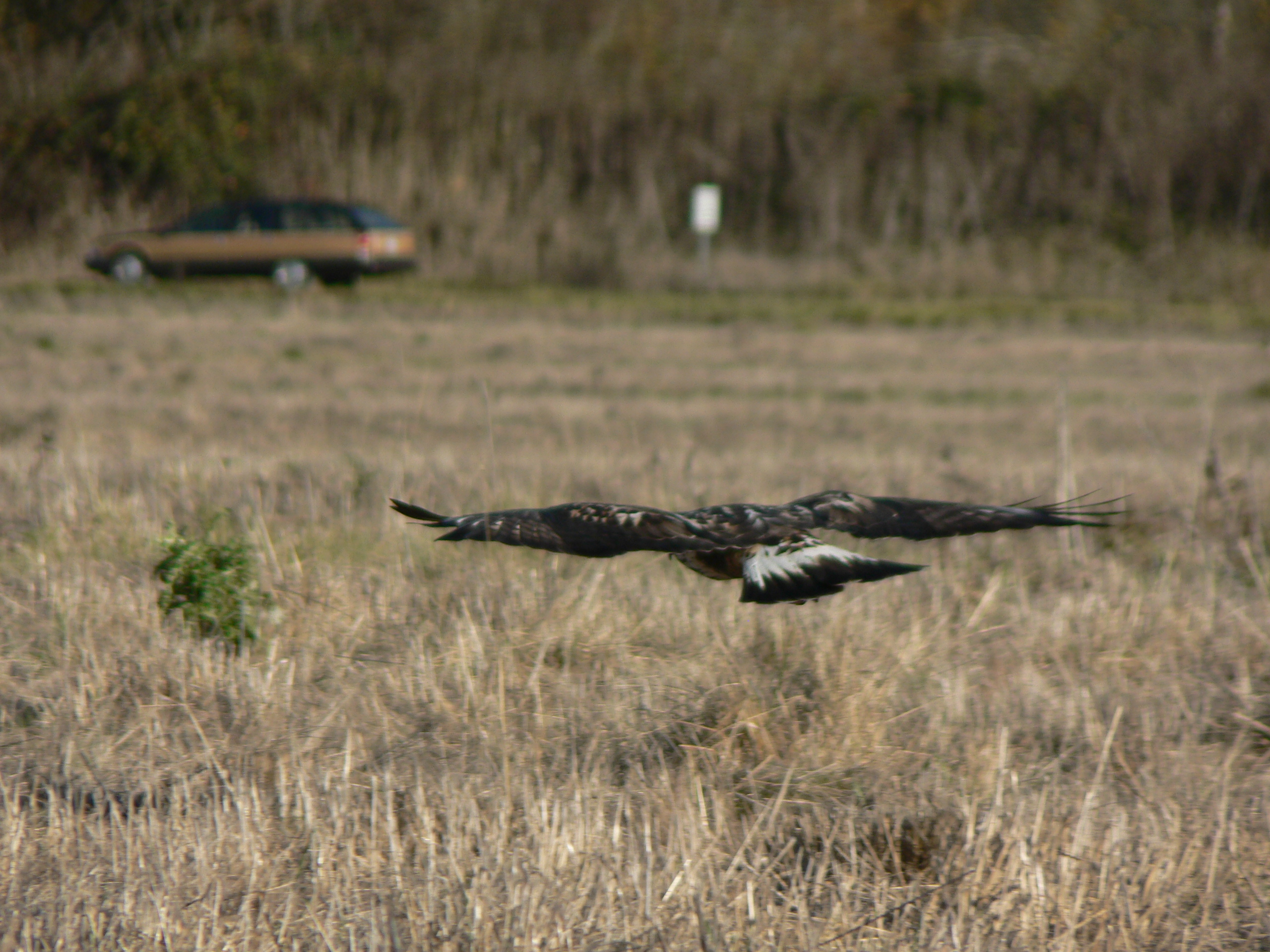
Adult met duidelijk zichtbare lichte staart met eindband

De vogel is 49 tot 59 cm lang en heeft een spanwijdte van 125 tot 148 cm. De ruigpootbuizerd kan sterk lijken op de (gewone) buizerd omdat laatstgenoemde een erg variabel verenkleed heeft. Onervaren vogelaars determineren vaak gewone buizerds als ruigpootbuizerd. Ruigpootbuizerds verschillen van de buizerd door hun iets forsere postuur, langere vleugels (spanwijdte is ongeveer 17 cm langer) en een witte bovenstaart die aan het uiteinde door een duidelijke donkere band wordt afgegrensd. Ook van onder is de staart licht gekleurd. Lichte buizerds kunnen ook wit op de staart hebben, maar missen (meestal) die duidelijke donkere band. Van dichtbij zijn de bevederde poten het allerbeste kenmerk; hieraan ontleent de vogel zijn Nederlandse naam.

## Voortplanting
Het legsel bestaat uit drie tot zes eieren.

## Voorkomen
Ruigpootbuizerds komen voor in een groot gebied rond de Noordpool in Noord-Europa, Azië en Noord-Amerika (zie verspreidingskaart). Broedvogels uit Scandinavië komen in de winter in een groot deel van Europa voor, met uitzondering van het zuiden. In Nederland en België zijn ze 's winters ook aan te treffen. In de zomer broeden deze vogels in de Noorse berggebieden (fjell). Moerassig terrein, afgewisseld met heide, berkenbos, wilgenstruweel en rotsen.

Het voorkomen in Nederland in de winter heeft een grillig karakter. De ruigpootbuizerd komt dan voor in zeer klein aantal, maar soms veel meer zoals in 1981, 1995 en sinds de millenniumwisseling.
De soort telt 4 ondersoorten:
- B. l. lagopus: noordelijk Eurazië.
- B. l. menzbieri: noordoostelijk Azië.
- B. l. kamtschatkensis: Kamtsjatka.
- B. l. sanctijohannis: Alaska en Canada.

## Status
De ruigpootbuizerd heeft een groot verspreidingsgebied en daardoor is de kans op de status kwetsbaar (voor uitsterven) gering. De grootte van de populatie is in 2020 geschat op 350 - 800 duizend volwassen individuen. Men veronderstelt dat dit aantal stabiel blijft. Om deze redenen staat deze buizerd als niet bedreigd op de Rode Lijst van de IUCN.